# Disseny de vídeo

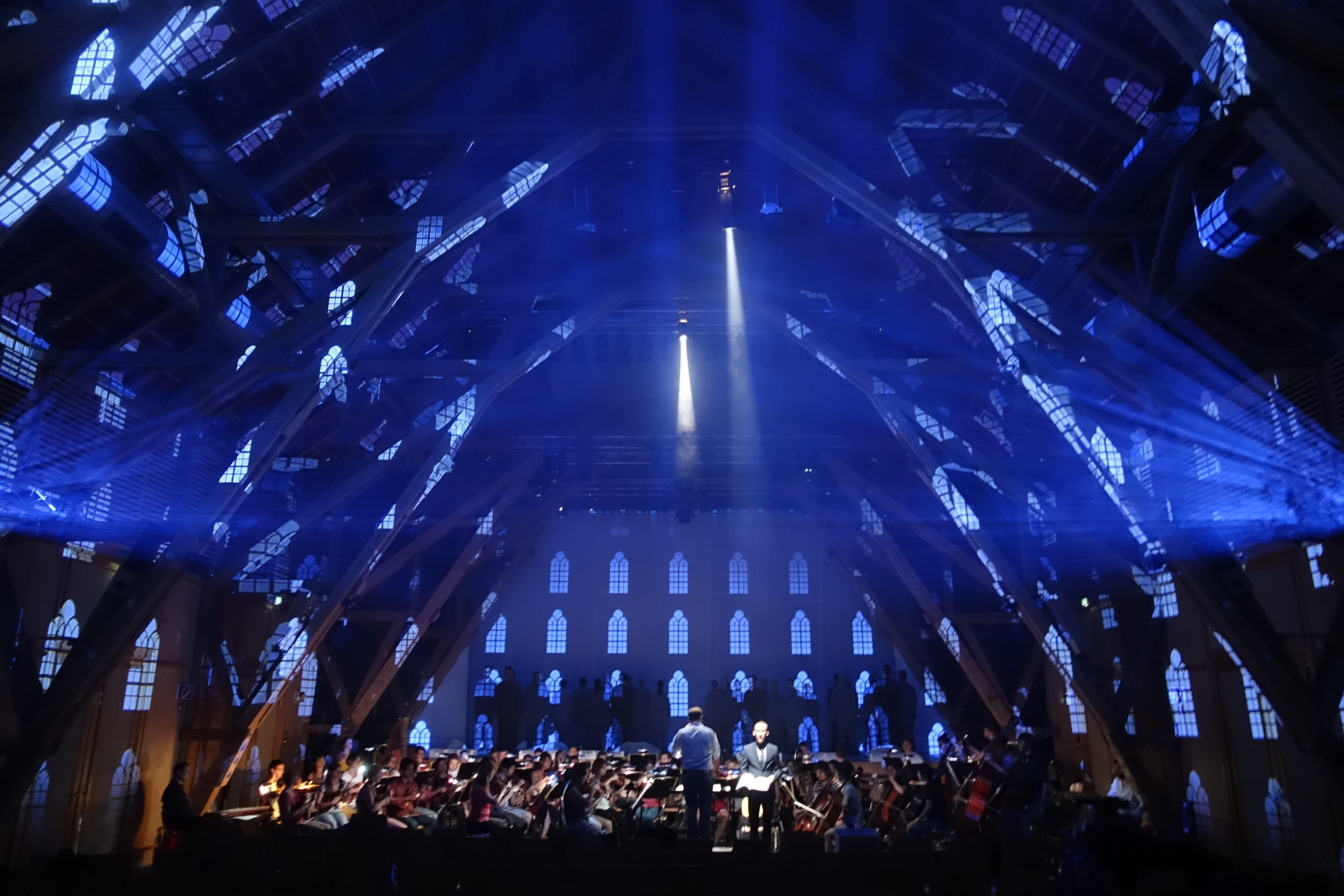
Disseny de vídeo per a Carl-Orffs "Der Mond" 2015

El disseny de vídeo o el disseny de projecció és un camp creatiu de l'escenografia. S'ocupa de la creació i integració de vídeos, motion graphics i càmeres en directe, per tant, imatges en moviment, en els camps del teatre, l'òpera, la dansa, les desfilades de moda, els concerts i altres esdeveniments en directe.
L'ús de la projecció d'imatges en esdeveniments en directe té els seus inicis al segle xix, però el disseny de projecció així com el coneixem avui en dia ha guanyat reconeixement com a camp creatiu independent recentment. Abans d'això, les responsabilitats del disseny de vídeo sovint les assumia un dissenyador escènic o un dissenyador d'il·luminació.
Aquest càrrec sovint es coneix com a Video Designer. No obstant això, els termes denominadors varien arreu del món, de manera que els professionals també poden ser acreditats com a dissenyador de projeccions, "dissenyador de mitjans", director de fotografia o director de vídeo (entre d'altres). Com a camp relativament nou de l'escenografia, els professionals creen les seves pròpies definicions, regles i tècniques.

## Rols del dissenyador de vídeo
Com en altres camps del disseny, les tasques i responsabilitats d'un dissenyador de vídeo varien depenent del projecte. De manera general, la principal funció d'aquest ofici és la creació de contingut visual, de diversos tipus, l'adquisició del contingut necessari, l'edició d'aquest i el disseny d'un sistema de projecció corresponent. A raó de la varietat de tasques i, per consegüent, requisits que es necessiten, en conjunt amb la funció d'aquestes projeccions audiovisuals, un dissenyador de vídeo ha de ser, per sobre de tot, un artista col·laboratiu.
El rol comporta un ampli coneixement de tècniques i eines de l'audiovisual com l'edició, l'animació, la càmera o els sistemes de projecció. Al mateix temps que la capacitat d'entendre altres àrees de producció com són la il·luminació degut a la incorporació dels treballs en esdeveniments en directe.

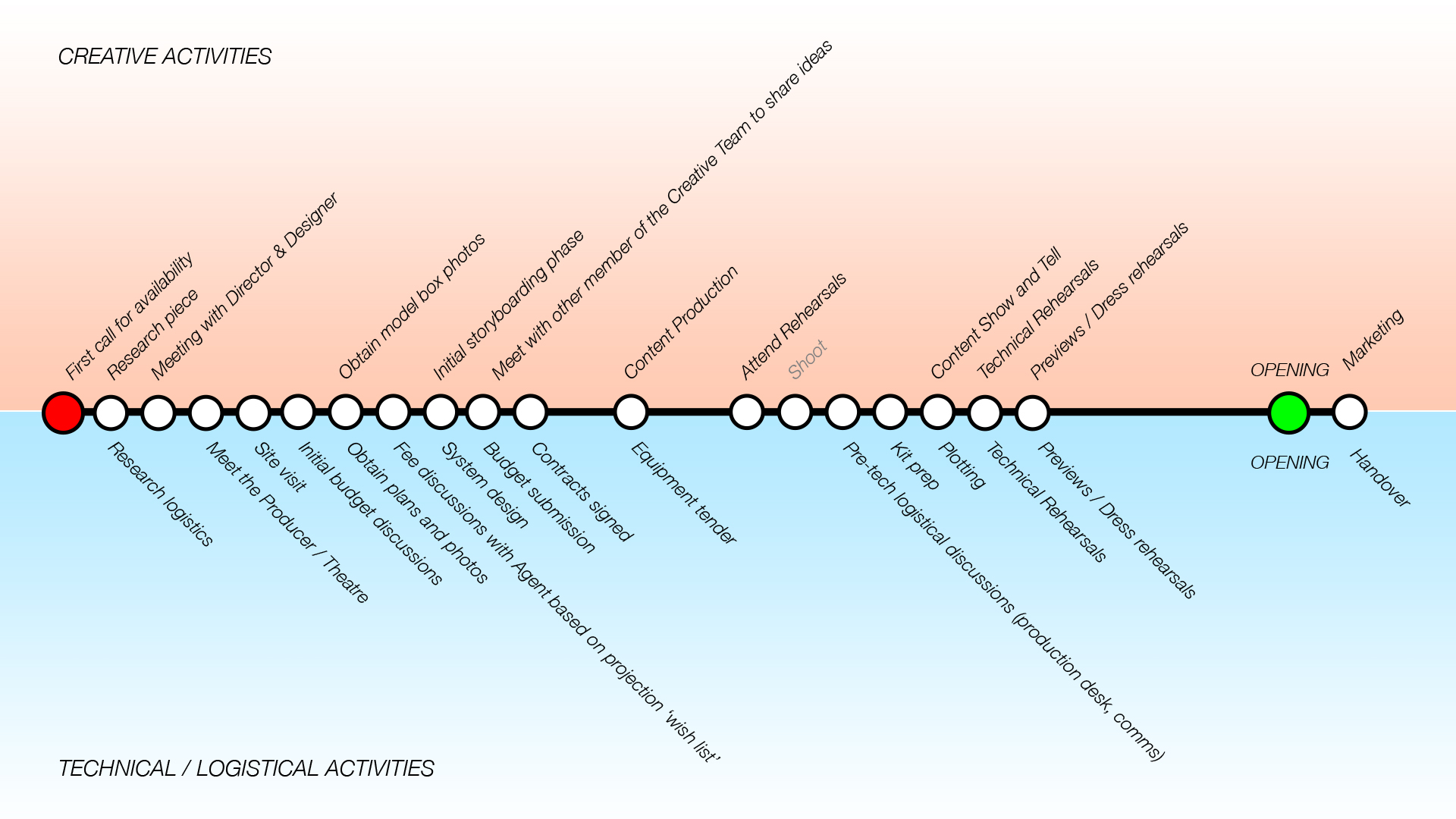
Disseny de vídeo per a teatre: cronologia de producció

Aquesta varietat de requisits porta, generalment, a l'ús d'un equip de vídeo amb especialistes en els diferents camps. Els següents punts són els possibles càrrecs en funcionament dins l'equip.
- Enginyer visual. En col·laboració amb un programador, el dissenyador o enginyer programa el contingut de manera que quedi preparat per ser projectat. Tot i la tecnicitat, és un treball que també requereix creativitat.
- Projeccionista. El projeccionista és responsable dels aspectes tècnics de l'execució i el manteniment dels equips de vídeo disposats a projectar el contingut.
- Equip de creació de contingut. Com indica el nom, aquest càrrec pren responsabilitat de l'elaboració del projecte. És el que més varia depenent del tipus d'esdeveniment i els recursos.

## Tecnologia utilitzada
Els dissenyadors de vídeo utilitzen moltes tecnologies dels camps de l'escenografia o la cinematografia, a més d'equips de difusió. Un sistema de vídeo pot incloure qualsevol dels elements següents.
- Reproductor de DVD
- Il·luminació d'escenaris
- Servidor multimèdia
- Pantalla de plasma
- Càmera de vídeo
- Projector de vídeo
- Servidor de vídeo